# الغواصة الألمانية يو-169
غواصة يو-169 غواصة يو بوت ألمانية من الفئة التاسعة سي/40 بنيت لسلاح بحرية ألمانيا النازية كريغسمارينه، في أحواض بناء السفن والآلات الألمانية في بريمن خلال الحرب العالمية الثانية.